# Jardín Botánico Eka Karya
El Jardín Botánico Bali (en indonesio: Kebun Raya Bali) es un jardín botánico de unas 157 hectáreas, que se encuentra a unos kilómetros de Denpasar, Bali, Indonesia. Es miembro del BGCI, presentando trabajos para la Agenda Internacional para la Conservación en los Jardines Botánicos, su código de identificación internacional es BO(B).

## Localización
« Kebun Raya Bali » , Candikuning, Baturiti, Tabanan, Bali, Indonesia.
- Teléfono: 62 (0)368 203 3211
- Longitud : 8°16'37.9" S
- Latitud : 115°09'12.6" E
- Altitud : oscila de 1.250 a 1.450 m s. n. m.
- Promedio anual de lluvias: 2366 mm
- Temperatura media anual : oscila entre 22° a 23 °C

## Historia
El jardín botánico Bali, fue fundado el 15 de julio de 1959.
Actualmente, este jardín ocupa unas 157 hectáreas, en zona de montaña, exhibiendo flora tropical propia de Bali.
El « Kebun Raya Bali » es uno de los cuatro « Kebun Raya Indonesia » que son parte integrante del Instituto de las Ciencias de Indonesia (LIPI), los otros tres jardines botánicos restantes son: Kebun Raya Bogor, Kebun Raya Cibodas y Kebun Raya Purwodadi.

## Colecciones
El jardín botánico Bali contabilizaba en 2015 un total de 2,454 especies. 
Entre sus colecciones hay:
- Orchidaceae
- Plantas carnívoras
- Plantas ornamentales,
- Plantas anuales
- Plantas carnívoras
- Colección de helechos
- Colección de bambús

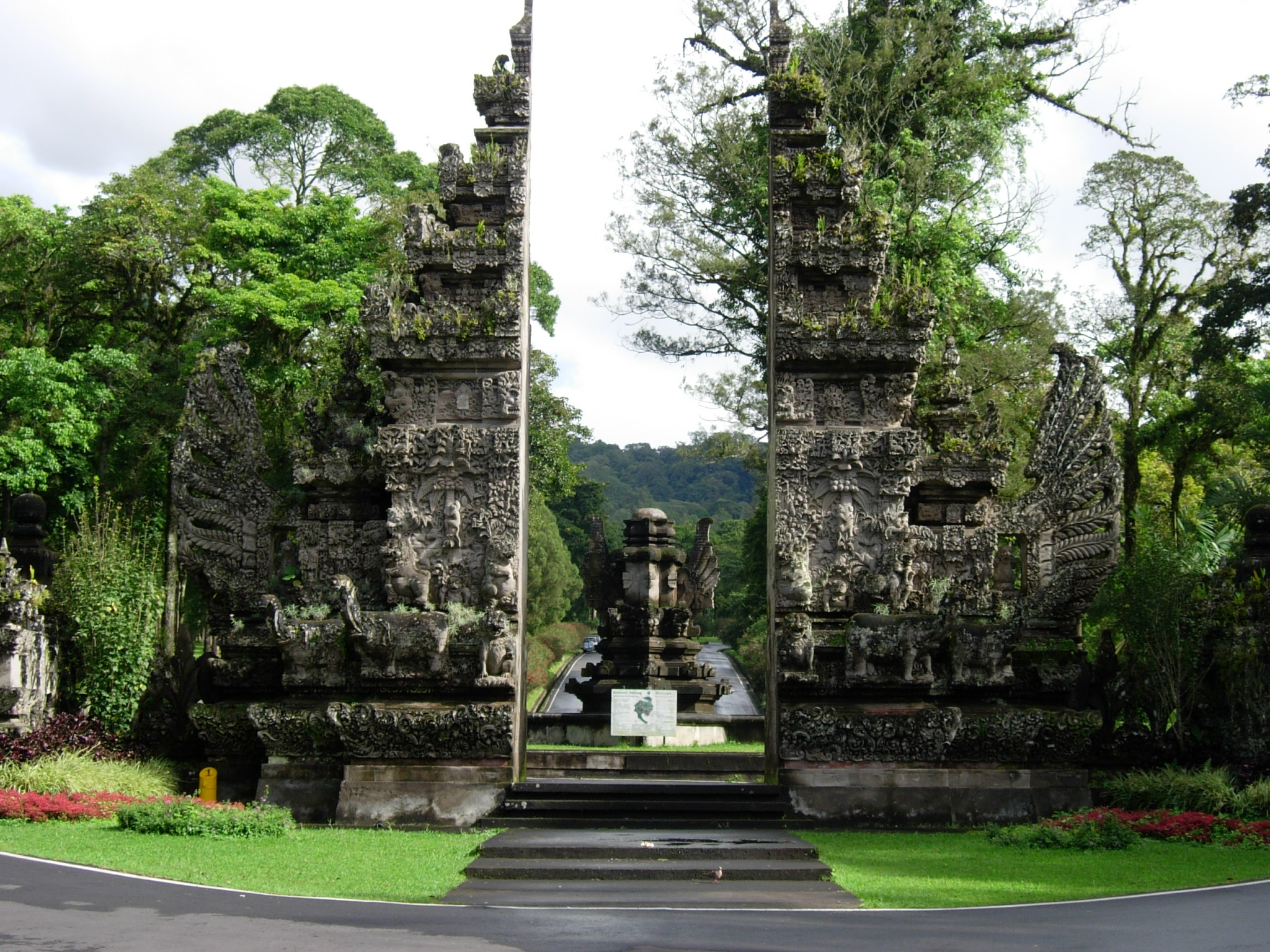
Gapura de Kebun Raya Bali.

- Coníferas de regiones montañosas tropicales
- Cactus
- Rododendro
- La colección más grande de la begonia en el mundo
- Plantas nativas de Indonesia
- Bosque preservado de vegetación natural de la zona
- Herbario

## Actividades
- Programas de conservación
- Programa de mejora de características de plantas medicinales
- Programas de conservación Ex Situ
- Programas de reintroducción de especies
- Programas de Ecología
- Programas educativos
- Exploración
- Horticultura